# Gymnospermium darwasicum
Gymnospermium darwasicum là một loài thực vật có hoa trong họ Hoàng mộc. Loài này được (Regel) Takht. mô tả khoa học đầu tiên năm 1970.